# Sappemeer (1961)
Sappemeer var ett svenskt lastfartyg byggt av stål i holländska Defzijl år 1961. Hon var lastad med 650 ton kalksten när hon förliste den 7 november 1969 vid Rödkläpparna öster om Biskopsön i Stockholms södra skärgård. Fartyget var en motordriven coaster med två master. Längden var 51,2 meter, bredden 8,44 meter och vikten 491 brutto. 
Vraket som är femtio meter långt ligger i fritt vatten med en god sikt och är bojat. Maximala djupet är 23 meter. Det har en kraftig slagsida men hytter, last- och maskinrum är fortfarande nåbara utrymmen vid eventuell dykning. Båtdyk och med dykklubb är i så fall mest lämpligt.